# Aetheomorpha pseudonagaensis
Aetheomorpha pseudonagaensis là một loài bọ cánh cứng trong họ Chrysomelidae. Loài này được Medvedev miêu tả khoa học năm 1988.